# Hirsutia bathyalis
Hirsutia bathyalis is een kreeftachtigensoort uit de familie van de Hirsutiidae. De wetenschappelijke naam van de soort is voor het eerst geldig gepubliceerd in 1985 door Saunders, Hessler & Garner.